# Монђана
Монђана (итал. Mongiana) је насеље у Италији у округу Вибо Валенција, региону Калабрија.
Према процени из 2011. у насељу је живело 557 становника. Насеље се налази на надморској висини од 930 м.

## Становништво
Према резултатима пописа становништва 2011. у општини је живело 796 становника.
| 1951. | 1961. | 1971. | 1981. | 1991. | 2001. | 2011. |
| ----- | ----- | ----- | ----- | ----- | ----- | ----- |
| 1.604 | 1.798 | 1.125 | 988   | 969   | 881   | 796   |